# Clarence Warwick Perkins jr.
Clarence Warwick Perkins jr., Warwick Perkins (ur. 23 lipca 1899 w Govans, Maryland, zm. 19 grudnia 1987 w Baltimore) – amerykański urzędnik konsularny i dyplomata.

## Życiorys
Syn Clarence Warwicka, b. stanowego senatora (1904-1906). Ukończył Baltimore City College. Absolwent Johns Hopkins University w Baltimore (1921). Zatrudniony w redakcji jednej z gazet Baltimore (1921-1924). W 1924 wstąpił do Służby Zagranicznej USA - powołany na funkcję wicekonsula w Wiedniu (1924-1929), konsula w Gdańsku (1929-1932), w Warszawie (1932-1937), Toronto (1937-1942), I sekr./konsula w Moskwie z/s w Kujbyszewie (1943-1945), urzędnika Departamentu Stanu (1945), I sekr./radcy w Ankarze (1945-1948). Pochowany na Saint Johns Episcopal Church Cemetery w Reisterstown pod Baltimore.